# بلك العليا (بالا خيابان ليتكوة)
بلك العلیا (بالفارسية: پلک علیا) هي قرية تقع في إيران في قسم بالا خیابان لیتکوة الريفي. يقدر عدد سكانها بـ 632 نسمة بحسب إحصاء 2016.